# Synchiropus corallinus
Synchiropus corallinus là một loài cá biển thuộc chi Cá đàn lia gai trong họ Cá đàn lia. Loài này được mô tả lần đầu tiên vào năm 1905.

## Phân bố và môi trường sống
S. corallinus có phạm vi phân bố ở Tây và Bắc Thái Bình Dương. Loài này được biết đến tại đảo Miyakejima (phía nam Nhật Bản), quần đảo Hawaii, New Caledonia và Tonga. S. corallinus sống trên đáy cát, được tìm thấy ở độ sâu khoảng từ 11 đến 122 m.

## Mô tả
Chiều dài tối đa được ghi nhận ở S. corallinus là khoảng 4 cm. Chúng là loài dị hình giới tính. Cá mái: Cơ thể có màu cam nhạt đến đỏ ở lưng và hai bên thân, với nhiều đốm trắng và 4 đốm lớn hơn dọc lưng (màu đỏ đậm hơn trên các cá thể màu đỏ). Đầu có màu nâu đỏ, lốm đốm trắng. Nửa dưới đầu và thân dưới màu trắng. Vây lưng đầu tiên màu đỏ nhạt; màng vây có nhiều chấm màu cam. Vây lưng thứ hai có các chấm trắng và đen tập trung ở gần các tia vây. Vây hậu môn gần như trong suốt với một dải đen cận rìa. Vây đuôi có ba vạch đen. Cá đực tương tự như cá mái, nhưng có thêm các đốm nhỏ màu xanh lam ở nửa dưới của đầu và xung quanh gốc vây ngực; và phần dưới của đầu với một đốm đen hình tam giác.
Số gai ở vây lưng: 4; Số tia vây mềm ở vây lưng: 8; Số gai ở vây hậu môn: 0; Số tia vây mềm ở vây hậu môn: 8; Số tia vây mềm ở vây ngực: 17 - 20; Số gai ở vây bụng: 1; Số tia vây mềm ở vây bụng: 5.